# Li nepute de lu sinneco
Li nepute de lu sinneco è una commedia scritta nel 1885 da Eduardo Scarpetta.

## Il ciclo scarpettiano di Eduardo De Filippo

### Prefazione
Eduardo De Filippo nel testo intitolato Eduardo De Filippo presenta Quattro commedie di Eduardo e Vincenzo Scarpetta (edizioni Einaudi, collana Gli struzzi, Torino, 1974), di cui ha curato la redazione, scrive di voler presentare la carriera di drammaturgo di Eduardo Scarpetta attraverso le sue commedie più significative delle quali Lu curaggio de nu pompiere napulitano rappresenta il momento dell'esordio, Li nepute de lu sinneco il periodo più maturo artisticamente che raggiungerà la punta più alta con Na santarella. Dopo il ritiro dalle scene di Eduardo Scarpetta la sua opera fu ben proseguita dal figlio Vincenzo che con la quarta commedia 'O tuono 'e marzo ben s'inserisce nell'eredità scarpettiana.
Ciò che più ha caratterizzato l'arte di Eduardo Scarpetta e che si riflette in queste quattro opere, è stata, secondo Eduardo, la capacità di introdurre continui rinnovamenti non solo nella composizione delle sue commedie, ma in tutti gli aspetti dell'arte scenica: dalla recitazione, al trucco del volto, alle scene.
Con una breve introduzione a ciascuna delle commedie Eduardo poi si propone di dare alcune notizie su il mondo del teatro di allora.

### Introduzione alla commedia
Riferisce Eduardo, nell'introduzione a questa commedia, alcune considerazioni di Eduardo Scarpetta che, nel suo libro di memorie Cinquant'anni di palcoscenico, si riprometteva di cambiare radicalmente la struttura della commedia napoletana.
Gli attori dovevano attenersi fedelmente al copione ed evitare quelle lunghe e, alla fine, noiose recitazioni a soggetto che avevano sino ad allora caratterizzato la farsa napoletana. Gli autori dei testi infine dovevano capire che non la plebe, triste e immiserita protagonista, può essere fonte di comicità nella commedia ma la borghesia con le sue ridicoli contraddizioni tra ciò che è e ciò che vuole apparire di essere, con il suo linguaggio semicolto che oscilla tra la lingua e il dialetto.
Quindi, come già avveniva nel teatro in lingua, Scarpetta diresse la sua attenzione alle pochade e ai vaudeville di cui però conservava solo l'impianto di base, mentre modificava la trama, l'ambiente e i personaggi, questi ultimi attinti alla realtà sociale napoletana e alle tradizioni del teatro dialettale sino a rifarsi persino a certi personaggi dell'antica commedia dell'arte con il risultato che le versioni napoletane degli originali francesi riuscivano per il pubblico superiori per interesse e comicità.
Così avvenne per questa commedia che tradotta dalla pièce originale francese Le droit d'un aine fu dapprima rappresentata in Napoli con il titolo Una notte fatale, nel 1882, dalla compagnia dei Franceschini e accolta quasi ovunque con fischi e scarso interesse dal pubblico. Scarpetta invece credeva nelle possibilità comiche di questo vaudeville, e dopo averci lavorato a lungo, lo fece rappresentare con ll titolo Li nepute de lu sinneco ottenendo grandi successi di pubblico.
In questa fase della sua produzione artistica Scarpetta introdusse anche delle riforme nelle scene e nella recitazione. La scena ora veniva allestita in maniera lussuosa e sgargiante, gli attori, con un trucco del viso meno accentuato, indossavano costumi sfarzosi e, non più preoccupati di non voltare le spalle al pubblico, adottavano una recitazione più agile e spontanea.

## La trama
Il sindaco di Pozzano, il benestante Ciccio Sciosciammocca, ha due nipoti, Felice, un bravo ragazzo che compie i suoi studi diligentemente a Milano, e Silvia, che per seguire un innamorato segreto, Achille, è scappata dal collegio. Ciccio ha deciso di lasciare la sua eredità a Felice che durante il viaggio per incontrare lo zio ha baciato casualmente una giovane, Nannina, e ora è inseguito dal fratello di questa che gliela vuole far pagare. Avverte allora lo zio con una lettera che rimanderà la partenza per qualche tempo. Il suo biglietto però viene intercettato da Silvia che si traveste da uomo per sostituirsi a lui e presentarsi come se fosse Felice all'ingenuo zio. A questo punto, però, arriva anche Felice nelle vesti di donna per sfuggire al fratello della giovane da lui oltraggiata.
Nel corso della commedia la trama si intriga sempre di più sino alla conclusione finale dove si chiarisce tutto. Ciccio Sciosciammocca perdonerà i due intriganti nipoti che coroneranno i loro sogni d'amore: Silvia sposerà Achille e Felice la giovane compromessa Nannina.

## Trasposizione televisiva
Una trasposizione televisiva su libero adattamento di Eduardo De Filippo, per regia dello stesso autore, con musiche di Nino Rota, fu trasmessa in Italia dalla Rai il 31 gennaio 1975.